# 腹裂きの刑

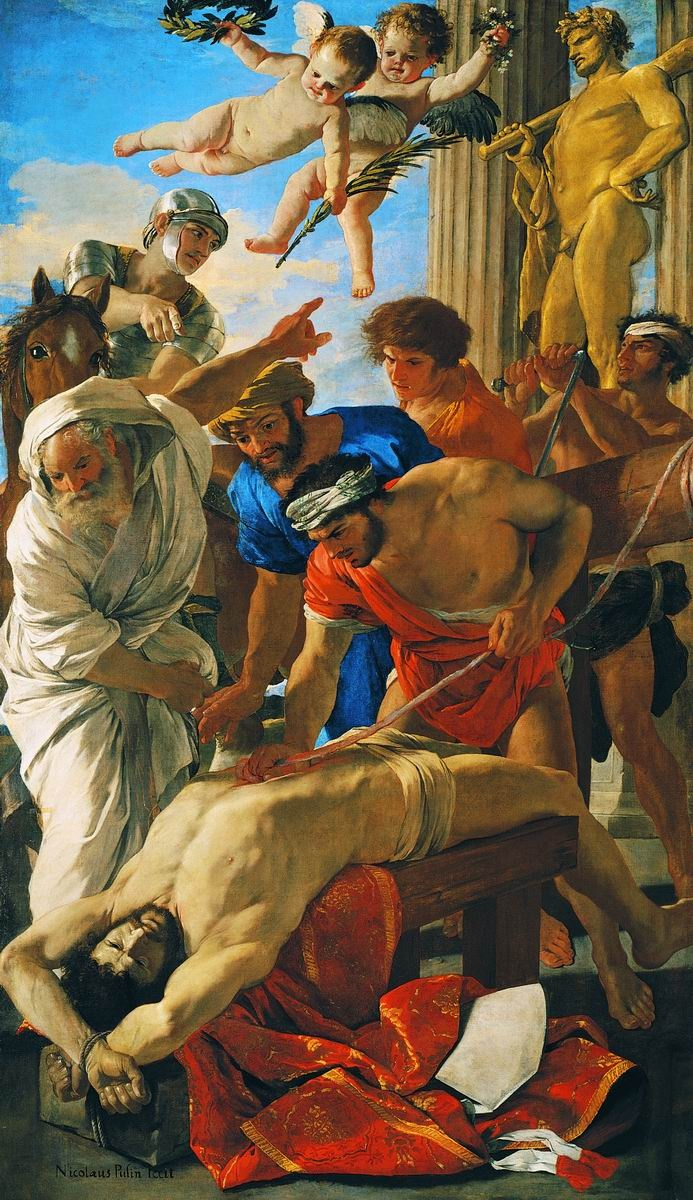
聖エラスムスの殉教、ニコラ・プッサン画

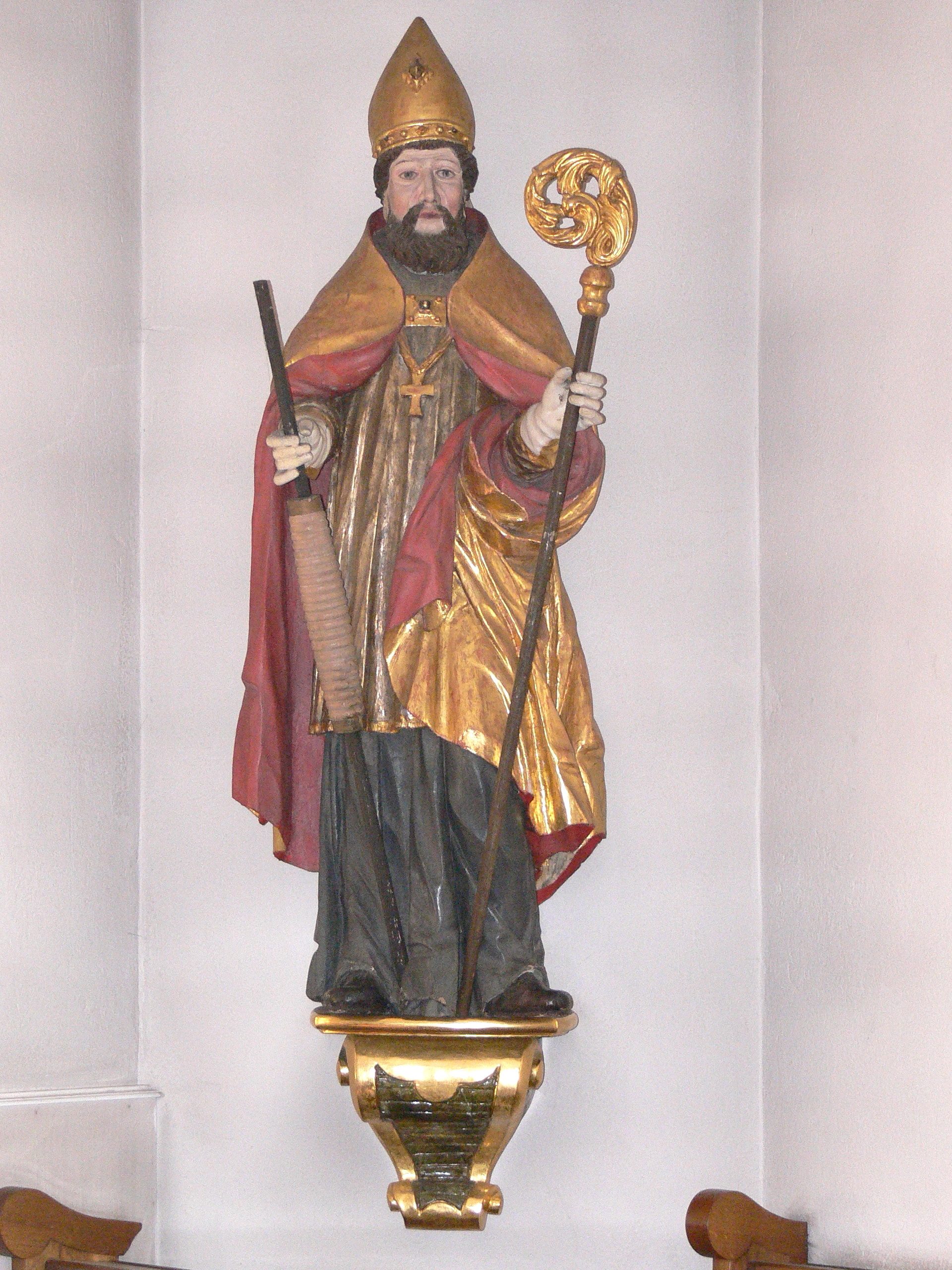
自身の腸が巻かれた棒を手にする聖エラスムスの像

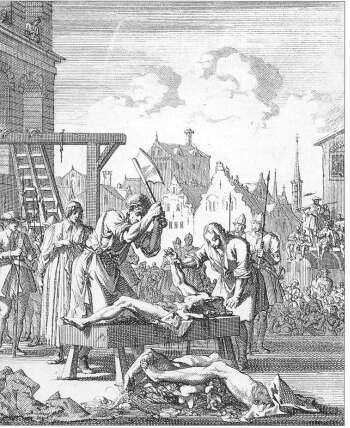
首吊り・内臓抉り・四つ裂きの刑。内臓を掻き出した後に四肢を切断する。

腹裂きの刑（はらさきのけい）とは、死刑の1種。罪人の腹部を刃物などを使って切開する処刑法である。

## 概要
古代より近世に至るまで、オリエント、地中海世界、中国など世界各地で行われていた。ただ腹を裂くのみならず、内臓、特に小腸を引き出してウインチに巻き取り、晒し者にする場合もある。腸の引き出しに重点を置く場合は腹部を裂かず、肛門から腸を引き出した。いずれにせよ、内臓を取り出された罪人はショック状態や出血多量などによって死に至るが、大動脈が切断されて大量に出血するのでなければ、長時間の苦痛に苛まれることになる。内臓を引き出され、絶叫する罪人の姿は正視に堪えるものではないため、見せしめとしての効果も大きい。
腹部を切開するという意味では、日本の切腹と共通する。しかし切腹は非公開で執行され、罪人は自ら腹に刃物を当てると同時に介錯という斬首で速やかに命を絶たれ、死後も身分や名誉は守られる。一方、腹裂きの刑はあくまでも無残な酷刑であり、受刑者は衆人環視の中で自身の内臓を眺めながら、罪人としての無残な死を与えられるのである。「人体に興味を覚えた」権力者の気まぐれで、何の罪もない一般民衆に対して執行される場合すらあった。

## 世界各地の執行例

### オリエント・ヨーロッパ世界
地中海世界では、古くから腹裂きの刑が執行されていた。古代ギリシャやローマ帝国では単に腹を切開するだけだったが、オリエントでは、手足の肉を引きちぎる前章として罪人の腹を裂き、数メートルもの長さになる腸をウインチに巻き取り、晒し者にした。
- 303年、イタリア・フォルミアの司教・エラスムスは、ランゴバルド族によって腹裂きの刑に処せられ、腸を引き出されてウインチに巻き取られたのち、解体された。後に聖人とされたエラスムスの絵や像は、自身の腸を巻き取った棒を携えた姿で表される場合が多い。
- ヴァイキングの社会には、独特の処刑法があった。罪人の腹を裂いて腸を取り出し、その腸を石柱に結びつける。その後は、罪人自身が石柱の周りを廻って自らの腸を巻いていく。全て巻きついたころに、事切れる。
- 1437年、スコットランドの王・ジェームズ1世が暗殺され、実行犯のロバート・グラハムは腹裂きに処された。
- 中世のドイツでは、他人の所有する樹木の皮を無許可で剥ぎ取った者は腸を引き出された上、その腸を皮を剥いだ木に結び付けさせられた。
- 中世のイングランドでは、大逆罪を犯した者は、首吊り・内臓抉り・四つ裂きの刑という残酷な方法で処刑された。まず罪人を縛り首にして、事切れる直前に縄を切って蘇生させる。次に生殖器を絶ち、腹を裂いて内臓を露出させ、辛うじて息のある罪人に見せ付ける。最後に斬首して絶命させた後、四肢を解体して晒し者にした。

### 中国
中国では腹裂きの刑を「剖腹」（ほうふく）と呼ぶ。そのうち腸の引きずり出しに重点を置いたものは「抽腸」（ちゅうちょう）という。
- 殷の紂王は、苛斂誅求で民を苦しめた。愛妾の妲己と共に酒池肉林の宴を催しては淫楽に溺れ、炮烙の刑で罪人が炎の中に転げ落ち、惨死する様を眺めては笑い転げていた。これ以外にも、妊婦の腹を裂いて胎児を確かめ、老人の脚を断ち切って骨を調べるなど、あらゆる悪逆を尽くしていた。紂王の親戚である比干が堪り兼ね、諫言したところ、「聖人の心の臓には7つの穴があるとのことだな。それを見てやろう」と、胸をえぐって誅殺した（『史記』殷本紀などに記された紂王の「悪行」は、後の周王朝によるでっち上げの可能性もある）。
- 前漢を簒奪して新を興した王莽は、叛乱を起こした翟義に賛同していた王孫慶を捕えて、医師や薬剤師立会いのもとで生きたまま解剖させた。そして五臓六腑や血管、神経の位置を細かく調べ、最後に「病気は直せる」と宣言した。これは中国史における最初の「医学的」な生体解剖と言えるかもしれない。やがて新が一代限りで滅んだ際、王莽は功を得ようとする多くの者に蹂躙され、ズタズタに裂かれて殺された。
- 西晋の恵帝の皇后・賈南風は毒婦として有名だった。男子に恵まれず焦りを覚える彼女は、側室が妊娠したと知るや、腹に矛を投げつけて胎児ともども殺した。
- 五胡十六国時代、前秦の王・苻生は幼くして即位したため、精神が不安定だった。さらに生まれつき片目が不自由だったため、その劣等感の裏返しからか、あらゆる暴虐を成した。玉座の周りに拷問用具を並べて臣下を脅し、些細な理由で妃や使用人、500人の脛を断ち切り、妊婦の腹を裂いたという。
- 南北朝時代、宋の明帝は、太子の時代から温和な性格を称賛され、即位後は政敵であっても有能ならば抜擢した。しかし老いるに従って猜疑心と迷信に囚われ、「禍」「凶」などの縁起の悪い文字を極端に忌み嫌った。タブーを犯した側近は、胸や腹を裂かれ、内臓を引き出された。34歳で崩じた明帝の後を継いで9歳で即位した劉昱（後廃帝）も、極端に残虐な性格だった。いつもやっとこ、鑿、錐、鋸を携えて外出し、気に障った者はその場で頭や腹をえぐった。ある時、游撃将軍・孫超の息がニンニク臭いことに気が付いた劉昱は、彼の腹を裂いて内部を調べさせた。また、外出の折に妊婦と出会い、彼女の腹の内部を調べようとした。このときは同行していた医師が機転を効かせ、彼女の経穴に鍼を打つことで早産に成功させた。7ヶ月で、男女の双生児だったという。少年皇帝の暴虐にたまりかね、側近から民百姓まで一時すら安穏と暮らせないありさま。そんなある日、虫の居所が悪かった劉昱は、側近の楊玉夫に「明日、貴様を殺して内臓を取り出してやる！」と怒鳴りつけた。結局、その日の深夜に寝所に忍び込んだ楊玉夫の手により、劉昱は15歳で崩じた。
- 斉の東昏侯（蕭宝巻）は、馬で深夜の街を暴走し、出会った者は容赦なく馬で蹴殺した。産婆の元へ急ぐ妊婦まで、腹を蹴破られたという。
- 侯景による梁の乱が収まった後、元帝は侯景の軍師・王偉を捕えたが、彼の文才を惜しんで放免した。これをねたんだ者が、元帝に耳打ちする「王偉の手による叛乱の檄文は、見事なできばえであります」。興味を覚えた元帝が檄文を改めると、このように書かれていた。「項羽には目にふたつの瞳があったというが、烏江で劉邦に破れた。片目しかない元帝に、何が出来ようというのか！」。幼少時の病が原因で片目が不自由だった帝は、この文意に激怒し、王偉を捕えて内臓を抉り出した。
- 五代十国時代、後漢の武将・趙思綰は人間の肝臓が大好物だった。特に生きた人間から取り出したものを、膾にして食うのを好んだ。
- 後晋の将軍・張彦沢は暴虐な性格で、張武という男の心臓を抉り出した。民衆が動揺したために朝廷では張彦沢を逮捕して、死刑に処した。張彦沢の心臓は、張武の墓前に捧げられた。
- 北宋に至っても、軍隊内で捕虜の腹を裂き目を抉るような残虐行為は日常茶飯事だった。南宋の建炎2年（1128年）、高宗は軍隊内での腹裂きを禁じたが、元に至っても全廃されることはなかった。通俗小説『水滸伝』には、仇の心臓を抉り出して恨みを晴らす描写が、各所に見られる。
- 明の太祖・朱元璋は、死刑囚の腸を独特な方法を用いて引きずり出した。大きな天秤を用意し、一方から吊り下げた鉤で死刑囚の肛門を抉る。もう一方の側に巨石を下げれば鉤が吊り上がり、罪人は腸を引き出されて絶命する。
- 明の末期、農民反乱の指導者・張献忠は支配下に置いた四川省で大虐殺を行った。斬首、四肢の切断、刺殺、火あぶり、皮剥ぎなどあらゆる殺害方法が用いられたが、腸の引きずり出しもその一つだった。肛門を抉って腸を引き出し、それを馬の脚に繋ぐ。鞭を当てられた馬が疾走するにつれて腸は引き出され、死に至る。

### アメリカ大陸

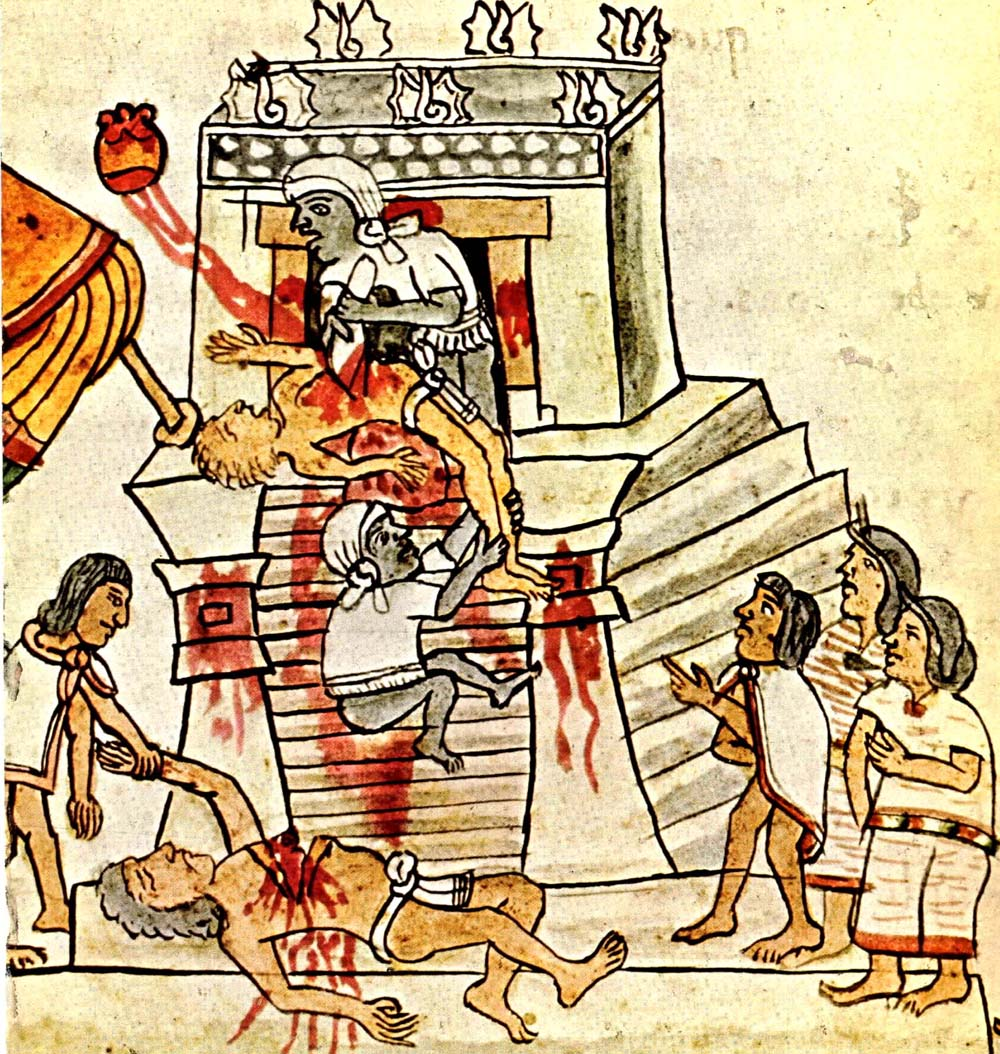
アステカの生贄の儀式。胸を裂き、心臓を取り出す。

- かつてメキシコの地に栄えたアステカ帝国では、神々に人身御供を捧げていた。儀式の際は、石器のナイフを用いて生贄の胸を切り開き、心臓をつかみ出して神に捧げた。後にスペイン人のエルナン・コルテスがアステカの都テノチティトランに攻め込んだ際、捕虜にされたスペイン人も生贄として心臓を抉られ、皮を剥がされたという。